# Кипшакбаев, Иса Кипшакбаевич
Иса Кипшакбаевич Кипшакбаев (15 января 1927, аул Абай ныне Сырдарьинского района Кызылординской области — 1 сентября 2012) — советский казахский учёный, профессор (1993), академик НАН РК (2003).

## Биография
В 1948 году окончил Казахский сельскохозяйственный институт по специальности инженер-механик. В 1950—1953 годах обучался в магистратуре МИИСП им. Горячкина под руководством академика ВАСХНИЛ В. Н. Болтинского. В 1948—1997 годах работал в Казахском сельскохозяйственном институте, где в 1960—1968 был завкафедрой «Тракторы и автомобили», и был проректором по учебной работе. В 1970—1978 годах трудился в НИИ механизации и электрификации, Казахском сельскохозяйственном механизированном научно-производственном объединении (1978—97). С 1997 года преподаватель в КазГУ (ныне КазНУ им. аль-Фараби).

## Научная деятельность
Основные научные труды посвящены механизации и автоматизации сельскохозяйственного производства. Автор более 100 научных трудов, 20 изобретений. Награждён орденом «Знак Почёта», Трудового Красного Знамени.
Научные труды:
- Механизация уборки зерновых культур, А., 1984;
- Уборка соломы прессованием в рулоны, А., 1985.

Патенты:
- Машина для растягивания проволоки
- Пневматический распределитель сыпучих материалов
- Устройство для определения вязкости жидкости
- Устройство для формирования скирд
- Питатель-дозатор стебельчатых кормов
- Устройство для кормления животных
- Способ определения степени загрязненности ротора в масляных центрифугах
- Способ определения количества осадка в роторе центрифуги для очистки масла в двигателях внутреннего сгорания
- Мотовило
- Подборщик-дозатор
- Устройство для уборки навоза
- Агрегат для уборки навоза
- Устройство для установки опор ограждающих конструкций